# 지연선 기억기
지연선 기억기 또는 지연선 메모리(delay-line memory)는 대부분 구식이 된 컴퓨터 메모리의 한 형태로 초기 디지털 컴퓨터 중 일부에 사용되었으며 광학 지연선의 형태로 다시 나타나고 있다. 많은 최신 형태의 전자 컴퓨터 메모리와 마찬가지로 지연선 메모리는 새로 고칠 수 있는 메모리였지만 현대의 랜덤 액세스 메모리와 달리 지연선 메모리는 순차 접근이었다.
아날로그 지연선 기술은 1920년대부터 아날로그 신호의 전파를 지연시키는 데 사용되었다. 지연선을 기억소자로 사용하는 경우에는 지연선의 출력과 입력 사이에 증폭기와 펄스형성기가 연결된다. 이러한 장치는 출력의 신호를 다시 입력으로 재순환시켜 전원이 공급되는 동안 신호를 유지하는 루프를 생성한다. 셰이퍼는 펄스가 올바른 형태로 유지되도록 보장하여 매체 손실로 인한 품질 저하를 제거한다.
메모리 용량은 1비트를 전송하는 시간을 재순환 시간으로 나눈 값과 같다. 초기 지연선 메모리 시스템의 용량은 수천 비트(당시에는 "비트"라는 용어가 널리 사용되지 않았지만)였으며 재순환 시간은 마이크로초 단위로 측정되었다. 특정 메모리 주소를 읽거나 쓰려면 해당 값을 나타내는 신호가 지연 라인을 통해 전자 장치로 순환될 때까지 기다려야 한다. 따라서 특정 주소를 읽거나 쓰는 대기 시간은 시간과 주소에 따라 다르지만 재순환 시간보다 길지는 않는다.
컴퓨터 메모리에 지연선을 사용하는 방법은 1940년대 중반 J. 프레스퍼 에커트(J. Presper Eckert)가 에드박 및 유니박 I과 같은 컴퓨터에 사용하기 위해 발명했다. 에커트와 존 모클리는 지연선 메모리 시스템에 대한 특허를 1947년 10월 31일 신청했다. 특허는 1953년에 발행되었다.